# Laurent Batsch
Pour les articles homonymes, voir Batsch.
Laurent Batsch (né le 9 juin 1954 dans le 13e arrondissement de Paris) est un enseignant-chercheur français en sciences de gestion, qui a été président de l’université Paris-Dauphine de 2007 à 2016. Il est actuellement Médiateur de la Région Île-de-France.

## Biographie

### Jeunesse et formation
Laurent Batsch grandit dans le treizième arrondissement de Paris.
Il effectue sa scolarité au lycée Henri-IV. Ancien élève de l’École normale supérieure de Cachan, il effectue un diplôme d'études approfondies (DEA) d'analyse économique à l'université Panthéon-Sorbonne.
Il fait une thèse en sciences de gestion à l’université Paris-Dauphine, et a obtenu l'agrégation des sciences de gestion.

### Parcours dans l'enseignement
Il est devenu maître de conférences à l'université Paris-Dauphine en 1993, puis professeur à l'université de Cergy-Pontoise en 1997.
En 1999, il devient professeur agrégé à l'université Paris-Dauphine. Il enseigne la finance d’entreprise. Il a créé le master 246 de management de l’immobilier et travaille sur les marchés de l’immobilier d’entreprise comme de l’immobilier résidentiel.
Laurent Batsch a écrit La FEN au tournant publié en 1987 aux éditions La Brèche(les éditions de la Ligue communiste révolutionnaire (LCR)), puis plusieurs ouvrages sur la financiarisation des stratégies des groupes.
En janvier 2014, il publie aux PUF un livre sur l’université Paris-Dauphine où il analyse, dans des entretiens avec le journaliste Denis Jeambar, les causes du succès de Dauphine, revenant sur l’évolution de l'enseignement supérieur en France et dans le monde et sur sa trajectoire particulière.

### Responsabilités
Durant les années 80, il est militant d’extrême gauche  et membre de la Ligue communiste révolutionnaire et membre de son Bureau Politique chargé du secteur enseignement ,,.
Il est membre de l’Association française de finance (AFFI), de la Société française des analystes financiers (SFAF) et de la Société française de management (SFM).
Il est élu le 28 juin 2012 directeur de l'Institut de l'épargne immobilière et foncière, succédant à Éric Didier.
Il a été président de l'université Paris-Dauphine de mai 2007 à décembre 2016. Il a réformé l'université afin qu'elle obtienne le label d’accréditation EQUIS. Il a également lancé la Fondation Dauphine, a présidé à la création de nombreuses chaires. Il a géré l’ouverture d’un second campus dans le centre financier de la Défense.
Depuis décembre 2016, il est président de la Fondation Paris-Dauphine et, depuis le 16 décembre 2019, Médiateur de la Région Île-de-France.

## Prises de position
Laurent Batsch s'est fortement engagé en soutien de la Loi relative aux libertés et responsabilités des universités,.
.

## Vie privée
En 2011, il entre au club d'influence Le Siècle.
Il est marié et a deux enfants.[réf. nécessaire]

## Décoration
- Chevalier de la Légion d'honneur[17]

## Ouvrages
- Le capitalisme financier, éditions La Découverte, Repères, 128 p., 2002.
- Temps et sciences de gestion, éditions Economica, 76 p., 2002.
- Finance et stratégie, éditions Economica, 390 p., 1999.
- Le diagnostic financier, éditions Economica, coll. « Gestion Poche », 112 p., 1re édition 1995 ; 2e édition revue 1997 ; 3e édition revue 2000.
- La croissance des groupes industriels, éditions Economica, coll. « Recherche en gestion », 197 p., 1993.
- Paris-Dauphine : quand l'université fait école, PUF, 195 p., décembre 2013.